# 张颢
张颢（9世纪—908年6月18日），唐朝末年军阀淮南节度使吴王杨行密及五代十国初期其子弘农威王杨渥麾下指挥使。他和同僚徐温通过实际人身控制杨渥夺取了弘农（后为吴）的统治权。天祐五年（908年），他们因害怕杨渥夺回权力杀死他们，先将其杀害。但随后他们彼此反目，张颢被徐温所杀，徐温独自掌控弘农。

## 背景
张颢生年不详，蔡州人。原为被唐朝任为奉国军节度使但后来称帝的秦宗权部卒。张颢在秦宗权帐下骁勇，光启三年（887年），淮南在秦彦、毕师铎和杨行密、吕用之两伙人争夺控制权的一系列战斗后陷入混乱状态，秦宗权派其弟秦宗衡与部将孙儒试图夺取之。不久孙儒杀秦宗衡，夺其军。一次孙儒败于杨行密，张颢投降后者。

## 效力杨行密
杨行密厚待张颢，命他率兵守庐州。龙纪元年（889年）杨行密在外攻宣州时，孙儒攻庐州，杨行密委任留守庐州的刺史蔡俦投降。孙儒允许蔡俦留在庐州，张颢继续效力蔡俦帐下。景福元年（892年），杨行密最终败杀孙儒，蔡俦却没有重新归顺，还和舒州刺史倪章联合对抗之。杨行密遣行营都指挥使李神福围攻庐州，景福二年（893年）四月更亲自参与围城。围城期间张颢逾越城墙再次投降了杨行密。杨行密让他效力银枪都使袁稹。袁稹认为张颢反复，向杨行密请求杀之。杨行密不愿如此，认为袁稹不能容张颢，将张颢分配在自己的亲军。
此后12年张颢的活动没有记载。后来杨行密控制了淮河和太湖之间的地域，被唐朝封为吴王。天祐二年（905年）时，张颢是杨行密的左牙指挥使，徐温为右牙指挥使。九月，杨行密病笃，长子杨渥时任宣州观察使，为军将所轻。杨行密命节度判官周隐召杨渥，准备交权；周隐反对，称杨渥不务正业且好酒，建议杨行密将地盘托管给庐州刺史刘威。杨行密不应，徐温和张颢闻之后，也基于杨行密建立基业必须传之子孙的立场反对，杨行密同意了。后徐温和幕僚严可求意识到周隐并未发出召杨渥的牒文，夺取牒文将其发出；杨渥回到军部扬州。杨行密交权于杨渥而死，临死前说：“左衙都将张颢、王茂章、李遇都是乘乱取利之人，我不能为儿子除去他们了。”张颢已有异心，建议把都统印还给唐昭宗任命的江、淮宣谕使李俨，行节度事，因骑军都尉李涛反对未果，张颢黯然甩袖子离去。于是杨渥继承杨行密，李俨承制授杨渥为弘农郡王。

## 效力杨渥
杨渥以心腹陈璠、范遇等领东院马军自卫。天祐三年（906年）杨渥吞并镇南军后，愈发骄傲狭隘。他杀死周隐，致使将佐不自安。尚在杨行密丧期内，他就日夜饮宴游戏。张颢和徐温哭着劝谏他，他怒道：“你们认为我不才，为什么不杀了我，自己坐我的位子！”二人也害怕了，也厌恶陈璠等分权，准备作乱。当时杨渥从宣州带来的指挥使朱思勍、范思从、陈璠（未知是否另一人）加入西南行营都招讨使秦裴平定镇南军的战斗，正戍守豫章，二人诬陷他们谋反，派别将陈祐假传杨渥之命在秦裴帐中将他们处死。杨渥闻之，准备杀张颢、徐温，但二人抢先动手。四年（907年）正月，二人率牙兵二百直入杨渥官邸，自称“兵谏”，杀陈璠、范遇等十余人，虽没有伤及杨渥，却实际控制了军部。不同意他们的将领都被他们找理由处死。

## 杀杨渥及身亡
同年三月，当权军阀宣武军节度使朱全忠迫使唐昭宗之子和继承人唐哀帝禅位，终结唐朝，建立新的后梁朝，为太祖皇帝。杨渥和晋王李克用、岐王李茂贞、蜀王王建不承认后梁皇帝，继续使用唐朝天祐年号。但因唐朝没有皇帝，他事实上是新的弘农郡国的统治者。
但张颢和徐温实际维持对军部的控制，杨渥虽然想清除他们，却无能为力。张颢担心时任洪州制置使秦裴生变，急忙召回。但秦裴到湖口时，正逢鄂岳观察使刘存与楚军作战被杀，秦裴又被授鄂岳观察使。刘存败亡一战，别将许玄应为监军，他是杨渥心腹，经常参与政事，张颢、徐温以战败为由将他抓捕处斩。张颢、徐温不自安，决定杀杨渥，分其地，归顺后梁。五年（908年）6月9日，张颢派党羽纪祥、陈晖、黎璠、孙殷等率自己部下士兵进入杨渥官邸，杀杨渥于卧室。因徐温指出如果两人部下都参与，可能互不合作，且张颢不想徐温部卒实施暗杀，所以只动用了张颢部卒。随后张颢和徐温宣称杨渥暴病而死。但张颢露出全权主政的意图，想自称淮南留后，归顺后梁后再请求调任奉国军节度使，徐温说扬州到后梁都城汴州往返约三十里，军府一个多月无主，必乱，不如先立新主。徐温问严可求对策，严可求说：“张颢虽然刚愎，却糊涂不能成事，这容易办。”张颢在府庭集合将吏，夹道列剑，去掉各人的护卫才让他们进入，厉声问诸将：“谁当立者！”诸将不敢对。张颢问了三次，脸色越来越愤怒，严可求上前密语称：“军府至大，只有公才能主事，但远离广陵的高级将领刘威、陶雅、李遇、李简不会支持公，公不如立幼主辅佐之。”张颢无言以对，严可求又趋步走出写了一份文书，自称是杨渥母史太夫人所写，要求诸将效忠其所生次子杨隆演。张颢受挫退让，允许杨隆演袭位为新任弘农王。
后张颢试图将徐温遣出军部为浙西观察使，但严可求说服徐温和淮南节度副使李承嗣，张颢遣徐温出军部是意图清除他们的开端；严可求又和李承嗣、张颢一起去拜访徐温，严可求故意斥责徐温有意出外是有负先王，徐温便借故请求留在了扬州。李承嗣与张颢交好，意识到严可求和徐温是一伙的，劝说张颢派刺客暗杀严可求，刺杀未遂，严可求和徐温与陈祐、阁门使翟虔等谋杀张颢。徐温拉拢左监门卫将军钟泰章参与。钟泰章私下招募死士三十人。6月18日夜，钟泰章率本部军入军府，与姚克瞻、程思忠等在衙堂杀张颢及其亲近者。翟虔关闭牙城门，才使此事成功。时人都称袁稹有先见之明。徐温去西宫见史太夫人，将杨渥被杀单独归罪于张颢，劝史太夫人自安，随后以杨隆演摄政的身份实际主事。
后来武义二年（920年），时为吴国王的杨隆演病笃，有人劝徐温夺取吴国，徐温正色说：“我想取之的话，在张颢之乱的时候就取了！”后来钟泰章为寿州团练使时被弹劾侵卖官马，被贬为饶州刺史，徐温说：“吾若非泰章，死于张颢之手久矣，今日富贵，安可负之？”命养子徐知诰为徐知诰子徐景通娶钟泰章次女以和解。

## 轶闻
张颢刚操废立之权，威震中外时，舒州仓官李攻宿于潜山真源司命真君庙，与道士崔绰然等一起走路，李攻忽然止住同行者，从路边躲在大树后窥视，说看到一人被戴上手銬、腳鐐，有判官、鬼卒数十人护卫，这一定是真君所要捉拿、拷問的人。旁人问「此人是谁」，李攻良久后说：“张颢也。”不久，张颢果然伏诛。